# Alchemilla pinguis
Alchemilla pinguis är en rosväxtart som beskrevs av Sergei Vasilievich Juzepczuk. Alchemilla pinguis ingår i släktet daggkåpor, och familjen rosväxter. Inga underarter finns listade i Catalogue of Life.